# Ceratostylis
Ceratostylis es un género que tiene 145 especies de orquídeas  pequeñas y epifitas, originarias del sudeste de Asia distribuidas en la India, el sudeste de Asia, Papúa Nueva Guinea, las Filipinas, y las islas del Pacífico.

## Descripción
Es un género con pequeñas plantas herbáceas epifitas que tienen raíces fibrosas y hojas alargadas con inflorescencias cortas con una a varias flores.

## Taxonomía
El género fue descrito por Carl Ludwig Blume y publicado en Bijdragen tot de flora van Nederlandsch Indië 7: 304. 1825.
Etimología
El nombre de este género se deriva de la unión de dos palabras griegas: κέρας, κέρατος (keras, keratos), que significa "cuerno", "trompeta" y στύλος (Stylos) que significa "columna", una referencia a la forma de cuerno de la columna.

## Especies deCeratostylis
- Lista completa de especies de Ceratostylis